# Sound Museum: Hidden Man
Sound Museum: Hidden Man – album muzyczny nagrany przez amerykańskiego saksofonistę jazzowego (grającego również na trąbce i skrzypcach) Ornette’a Colemana. Nagrania na ten CD zrealizowano w 1996, w Harmolodic Studios, w Harlemie, w Nowym Jorku. CD wydany w 1996 przez Harmolodic-Verve.
Album zawiera 13 kompozycji Colemana i „What A Friend We Have In Jesus” (trad.). Wszystkie utwory w aranżacji Colemana. Muzykowi towarzyszy m.in. pianista Geri Allen, więc jest to jedna z tych niewielu płyt, na których Coleman gra z towarzyszeniem fortepianu. Rezultatem tej samej sesji są też nagrania zamieszczone na „siostrzanej” płycie Sound Museum: Three Women, gdzie artysta realizujący praktycznie swe teorie o „muzyce harmolodycznej”, umieścił te same kompozycje, ale w innych wersjach (jedyną różnicą jest utwór „Don't You Know By Now” zamiast „What A Friend We Have In Jesus”). Producentem płyty był syn Colemana, perkusista: Denardo Coleman. Płyta dedykowana jest Donowi Cherry i Edowi Blackwellowi.

## Muzycy
- Ornette Coleman – saksofon, trąbka, skrzypce
- Geri Allen – fortepian
- Charnett Moffett – kontrabas
- Denardo Coleman – perkusja

## Lista utworów
| 1.  | „Sound Museum”                               | 6:17  |
|     |                                              |       |
| 2.  | „Monsieur Allard”                            | 2:56  |
|     |                                              |       |
| 3.  | „City Living”                                | 3:20  |
|     |                                              |       |
| 4.  | „What Reason”                                | 4:19  |
|     |                                              |       |
| 5.  | „Home Grown”                                 | 3:08  |
|     |                                              |       |
| 6.  | „Stopwatch”                                  | 2:25  |
|     |                                              |       |
| 7.  | „Women Of The Veil”                          | 4:41  |
|     |                                              |       |
| 8.  | „P.P. (Picolo Pesos)”                        | 2:50  |
|     |                                              |       |
| 9.  | „Biosphere”                                  | 3:11  |
|     |                                              |       |
| 10. | „Yesterday, Today And Tomorrow"              | 4:10  |
|     |                                              |       |
| 11. | „European Echoes”                            | 3:18  |
|     |                                              |       |
| 12. | „What A Friend We Have In Jesus (Variation)” | 4:38  |
|     |                                              |       |
| 13. | „Mob Job”                                    | 3:10  |
|     |                                              |       |
| 14. | „Macho Woman”                                | 2:40  |
|     |                                              |       |
|     |                                              | 51:03 |
|     |                                              |       |

## Informacje uzupełniające
- Produkcja – Denardo Coleman
- Inżynier dźwięku, miksowanie – Gregg Mann
- Asystent inżyniera – Brenda Ferry, Chris Agovino
- Mastering – Tom Lazarus
- Projekt okładki – Red Herring
- Autor obrazu na okładce – Bob Thompson